# 平田インターチェンジ (高知県)

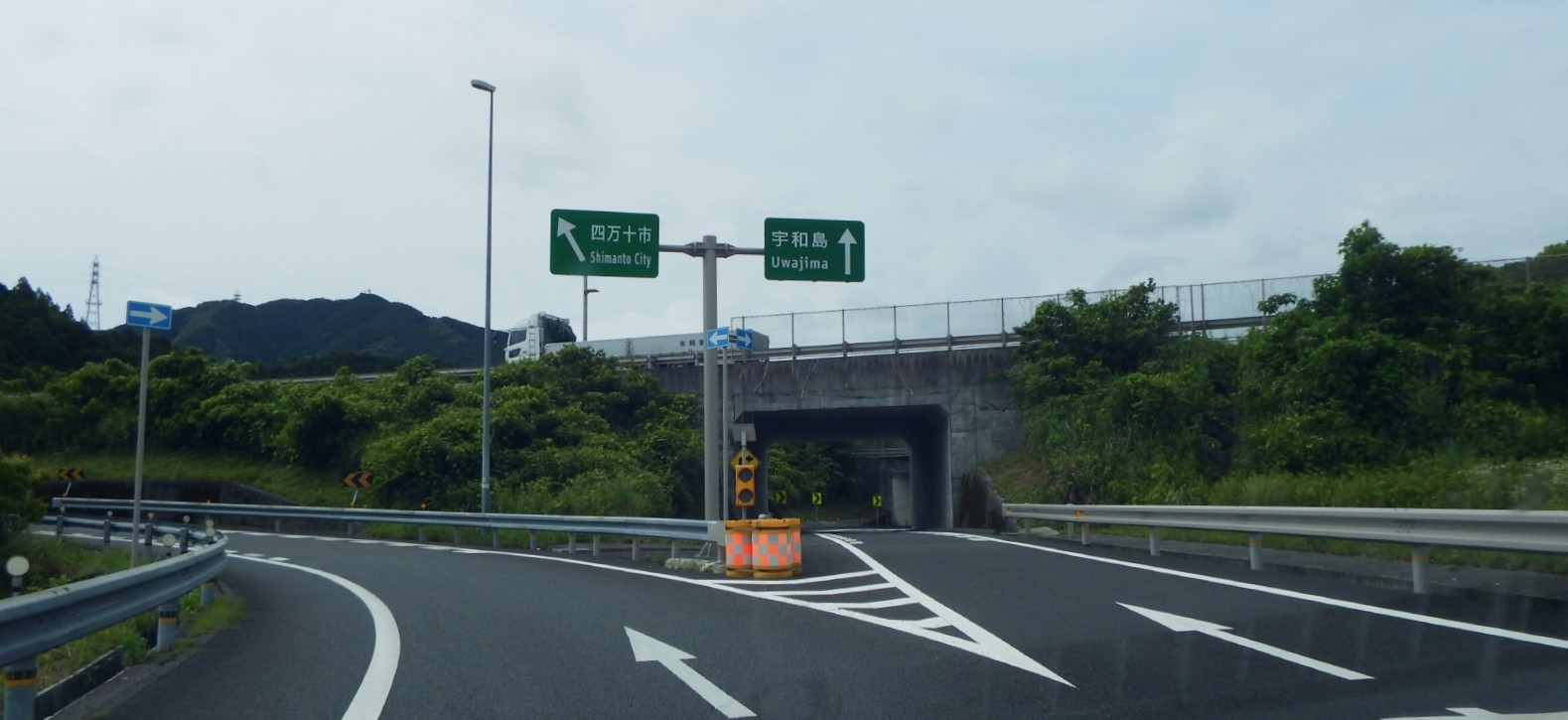
分岐

平田インターチェンジ（ひらたインターチェンジ）は、高知県宿毛市平田町戸内にある中村宿毛道路のインターチェンジである。

## 歴史
- 2002年（平成14年）9月13日 : 間IC - 平田IC間開通に伴い、供用開始[1]。
- 2020年（令和2年）7月5日 : 平田IC - 宿毛和田IC間開通[2]。

## 接続する道路
- 国道56号

## 周辺
- 土佐くろしお鉄道宿毛線工業団地駅、平田駅
- 高知西南中核工業団地
- 高知県立宿毛工業高等学校
- 高知県立幡多けんみん病院
- 幡多信用金庫平田支店
- 宿毛市立東中学校
- 宿毛市立平田小学校
- 平田郵便局
- 四国八十八箇所39番札所延光寺
- 藤林寺

## 隣
E56 中村宿毛道路
間IC - 平田IC  - 宿毛和田IC